# Mabel Browne
Mabel Browne, contessa di Kildare (1536 – 25 agosto 1610), è stata una nobildonna inglese.

## Biografia
Mabel nacque nel Sussex, da Sir Anthony Browne, e dalla sua prima moglie Alice Gage. I suoi nonni paterni erano Sir Anthony Browne e Lucy Neville. I nonni materni di Mabel erano Sir John Gage e Philippa Guildford. Aveva cinque fratelli, incluso Anthony Browne, I visconte Montagu e due sorelle. Una delle sue zie era Elizabeth Browne, una dama di compagnia di Anna Bolena.
La madre di Mabel morì nel 1540. Quando Mabel aveva circa sette anni, nel 1543, suo padre sposò Elizabeth FitzGerald, una nobildonna irlandese celebrata come La fiera Geraldine in un sonetto di Henry Howard, conte di Surrey. I Browne erano cattolici romani, ma anche dopo la dissoluzione dei monasteri, il padre di Mabel godette del favore del re Enrico VIII quando gli fu concessa la proprietà di Battle Abbey, nell'East Sussex. Mabel trascorse la sua infanzia lì e a Cowdray House nel West Sussex.
Il padre di Mabel morì il 6 maggio 1548 e la sua vedova sposò in seconde nozze Edward Clinton, I conte di Lincoln.

## Matrimonio
Il 28 maggio 1554, quando aveva circa diciotto anni, Mabel sposò il fratello maggiore della sua matrigna, Gerald FitzGerald, XI conte di Kildare, conosciuto come il conte mago, che aveva incontrato alla corte di re Edoardo VI. Secondo la storica Mary Anne Everett Green nelle sue Royal and Illustrious Ladies, la coppia si è effettivamente incontrata a un ballo in maschera e Mabel si è subito innamorata di lui. Si sposarono nella Cappella Reale durante il regno di Maria I, che teneva in grande considerazione la famiglia Browne. 
Mabel era una gentildonna della camera privata della Regina Maria e, a febbraio dello stesso anno del suo matrimonio con Mabel, FitzGerald venne aiutato a sopprimere la ribellione di Sir Thomas Wyatt. Mabel andò a vivere con suo marito a Kilkea Castle, a Kildare, dove trascorse la maggior parte della sua vita. Ebbero cinque figli:
- Lady Mary FitzGerald (?-1 ottobre 1610), sposò Christopher Nugent, VI barone Delvin, ebbero sette figli;
- Lord Gerald FitzGerald, Lord Offaly, Lord Garratt (28 dicembre 1559-giugno 1580), sposò Catherine Knollys, ebbero una figlia;
- Henry FitzGerald, XII conte di Kildare (1562-1 agosto 1597);
- William FitzGerald, XIII conte di Kildare (?-1599);
- Lady Elizabeth FitzGerald (12 gennaio 1617-?), sposò Donogh O'Brien, IV conte di Thomond, ebbero tre figli.

Mentre Mabel aveva goduto del favore della regina Maria, era meno gradita alla corte del successore di quest'ultima, la regina Elisabetta I, poiché le inclinazioni recalcitranti di Mabel erano ben note. Ha tenuto un certo numero di sacerdoti nella sua famiglia, incluso il suo cappellano privato Nicholas Eustace, che era imparentato con il ribelle cattolico James Eustace, III visconte Baltinglass, e ha assunto il presunto padre Compton come tutore dei suoi figli. Era anche un'intima amica di Jane Dormer, la duchessa di Feria, la loro amicizia che risale al tempo in cui entrambe avevano servito per la regina Maria. Secondo l'autore Vincent P. Carey, Mabel "ha mantenuto un rifugio e una biblioteca per il missionario gesuita Robert Rochfort.
Nonostante la sua fede, Mabel non fu mai accusata di tradimento contro la regina Elisabetta, a differenza di suo marito che cadde sotto il crescente sospetto di slealtà nei suoi ultimi anni e trascorse diversi anni nella Torre di Londra. Elizabeth tuttavia aveva una certa predilezione per lui e si rifiutava di intraprendere un'azione decisiva contro di lui. Morì a Londra nel 1585, tecnicamente come uomo libero, anche se gli fu proibito di lasciare la città.

## Morte
Mabel morì in Irlanda il 25 agosto 1610. I suoi ultimi anni furono turbati da una causa intentata contro di lei da sua nipote Lettice Digby, sostenendo che Mabel avesse manomesso fraudolentemente le volontà del marito. Mabel ha ammesso che il testamento era stato modificato, ma ha insistito sul fatto che ciò era stato fatto per consulenza legale.

## Rappresentazioni
Mabel Browne è un personaggio minore nella romanzo storico di Anya Seton, Green Darkness.